# Lago do Paranoá
Lago do Paranoá (engelska: Paranoá Lake) är en reservoar i Brasilien.   Den ligger i delstaten Brasiliens federala distrikt, i den sydöstra delen av landet, 12 km öster om huvudstaden Brasília. Lago do Paranoá ligger 1 001 meter över havet. Arean är 48 kvadratkilometer. Den sträcker sig 14,3 kilometer i nord-sydlig riktning, och 13,3 kilometer i öst-västlig riktning.
I omgivningarna runt Lago do Paranoá växer huvudsakligen savannskog. Runt Lago do Paranoá är det tätbefolkat, med 397 invånare per kvadratkilometer.